# Arcidiocesi di Valencia in Venezuela
L'arcidiocesi di Valencia in Venezuela (in latino Archidioecesis Valentina in Venetiola) è una sede metropolitana della Chiesa cattolica in Venezuela. Nel 2022 contava 2.229.150 battezzati su 2.495.000 abitanti. È retta dall'arcivescovo Jesús González de Zárate Salas.

## Territorio
L'arcidiocesi comprende 12 dei 14 comuni dello stato venezuelano di Carabobo; fanno eccezione i comuni di Puerto Cabello e Juan José Mora, che appartengono dal 1994 alla diocesi di Puerto Cabello.
Sede arcivescovile è la città di Valencia, dove si trova la cattedrale di Nostra Signora del Soccorso.
Il territorio si estende su una superficie di 3.921 km² ed è suddiviso in 75 parrocchie.

### Provincia ecclesiastica
La provincia ecclesiastica di Valencia in Venezuela, istituita nel 1974, comprende 3 suffraganee:
- la diocesi di Maracay, eretta nel 1958;
- la diocesi di San Carlos de Venezuela, eretta nel 1972;
- la diocesi di Puerto Cabello, eretta nel 1994.

## Storia
La diocesi di Valencia in Venezuela fu eretta il 12 ottobre 1922 con la bolla Ad munus di papa Pio XI, ricavandone il territorio dall'arcidiocesi di Caracas, di cui era originariamente suffraganea.
Il 7 ottobre 1966 e il 16 maggio 1972 cedette porzioni del suo territorio a vantaggio rispettivamente dell'erezione delle diocesi di San Felipe e di San Carlos de Venezuela.
Il 12 novembre 1974 è stata elevata ad arcidiocesi metropolitana.
Il 7 gennaio 1986, con la lettera apostolica Quantopere Mariam, papa Giovanni Paolo II ha confermato la Beata Maria Vergine, nota con il titolo di Nuestra Señora del Socorro, patrona dell'arcidiocesi.
Il 5 luglio 1994 ha ceduto un'altra porzione di territorio a vantaggio dell'erezione della diocesi di Puerto Cabello.

## Cronotassi dei vescovi
Si omettono i periodi di sede vacante non superiori ai 2 anni o non storicamente accertati.
- Francisco Antonio Granadillo † (22 giugno 1923 - 13 gennaio 1927 deceduto)
- Salvador Montes de Oca † (20 giugno 1927 - 22 dicembre 1934 dimesso[2])
  - Sede vacante (1934-1937)
- Gregorio Adam Dalmau † (29 agosto 1937 - 12 luglio 1961 deceduto)
- José Alí Lebrún Moratinos † (19 marzo 1962  - 21 settembre 1972 nominato arcivescovo coadiutore di Caracas)
- Luis Eduardo Henríquez Jiménez † (9 novembre 1972 - 16 marzo 1990 ritirato)
- Jorge Liberato Urosa Savino † (16 marzo 1990 - 19 settembre 2005 nominato arcivescovo di Caracas)
- Reinaldo Del Prette Lissot † (10 aprile 2007 - 21 novembre 2022 deceduto)[3]
- Jesús González de Zárate Salas, dal 28 giugno 2024

## Statistiche
L'arcidiocesi nel 2022 su una popolazione di 2.495.000 persone contava 2.229.150 battezzati, corrispondenti all'89,3% del totale.
| anno | popolazione | popolazione | popolazione | presbiteri | presbiteri | presbiteri | presbiteri                | diaconi | religiosi | religiosi | parrocchie |
| anno | battezzati  | totale      | %           | numero     | secolari   | regolari   | battezzati per presbitero | diaconi | uomini    | donne     | parrocchie |
| ---- | ----------- | ----------- | ----------- | ---------- | ---------- | ---------- | ------------------------- | ------- | --------- | --------- | ---------- |
| 1950 | ?           | ?           | ?           | 103        | 40         | 63         | ?                         |         |           |           | 34         |
| 1966 | 445.065     | 450.000     | 98,9        | 106        | 53         | 53         | 4.198                     |         | 66        | 130       | 52         |
| 1970 | 590.000     | 593.399     | 99,4        | 106        | 49         | 57         | 5.566                     |         | 67        | 186       | 54         |
| 1976 | 700.000     | 793.892     | 88,2        | 117        | 42         | 75         | 5.982                     | 1       | 106       | 201       | 56         |
| 1980 | 1.000.000   | 1.060.000   | 94,3        | 109        | 39         | 70         | 9.174                     | 1       | 104       | 203       | 57         |
| 1990 | 1.490.000   | 1.593.000   | 93,5        | 124        | 51         | 73         | 12.016                    | 1       | 103       | 182       | 58         |
| 1999 | 1.615.000   | 1.900.000   | 85,0        | 121        | 54         | 67         | 13.347                    | 1       | 92        | 149       | 53         |
| 2000 | 1.657.500   | 1.950.000   | 85,0        | 121        | 52         | 69         | 13.698                    | 1       | 91        | 147       | 53         |
| 2001 | 1.767.510   | 2.079.424   | 85,0        | 108        | 51         | 57         | 16.365                    | 1       | 85        | 157       | 53         |
| 2002 | 1.850.000   | 2.130.000   | 86,9        | 115        | 52         | 63         | 16.086                    | 1       | 90        | 151       | 53         |
| 2003 | 1.610.000   | 1.800.000   | 89,4        | 117        | 54         | 63         | 13.760                    | 1       | 80        | 171       | 54         |
| 2004 | 1.650.000   | 1.850.000   | 89,2        | 110        | 56         | 54         | 15.000                    | 1       | 71        | 162       | 56         |
| 2010 | 1.893.000   | 2.118.000   | 89,4        | 132        | 67         | 65         | 14.340                    | 1       | 83        | 155       | 61         |
| 2014 | 2.012.000   | 2.252.000   | 89,3        | 131        | 72         | 59         | 15.358                    | 2       | 72        | 131       | 65         |
| 2017 | 2.096.000   | 2.345.000   | 89,4        | 126        | 80         | 46         | 16.634                    | 9       | 59        | 131       | 69         |
| 2020 | 2.176.600   | 2.435.200   | 89,4        | 120        | 77         | 43         | 18.138                    | 9       | 54        | 111       | 71         |
| 2022 | 2.229.150   | 2.495.000   | 89,3        | 109        | 74         | 35         | 20.450                    | 10      | 47        | 98        | 75         |